# نيوفيلدن
نيوفيلدن (بالألمانية: Neufelden) هي بلدية في منطقة روهرباخ في ولاية النمسا العليا.